# Castelo de Orihuela

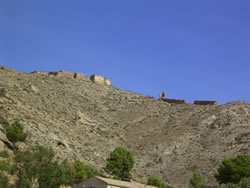
Castelo de Orihuela, Espanha.

O Castelo de Orihuela localiza-se no município de Orihuela, província de Alicante, na comunidade autónoma da Comunidade Valenciana, na Espanha.
Ergue-se em posição dominante no alto do monte São Miguel, próximo à localidade de mesmo nome.

## História
O castelo remonta a uma fortificação já existente à época do Visigodo Teodomiro, uma vez que há referências concretas de que estava construído no ano de 859.
Sem dúvida tratou-se de uma vasta fortificação, de grande importância ao longo de toda a sua história, devido ao seu valor estratégico. Foi reformado em numerosas ocasiões, especialmente após a Reconquista cristã da região.
Durante a Guerra de Sucessão Espanhola, uma grande explosão provocada pela queda de um raio sobre o paiol de pólvora destruiu a maior parte do castelo, ordenando-se a sua demolição por considerá-lo irrecuperável. O forte terramoto de Março de 1829 causou-lhe graves danos aos remanescentes.
Actualmente em ruínas, podem ver-se grandes troços de suas muralhas, assim como os vestígios de algumas torres. Também podem identificar-se os distintos elementos que se lhe foram sendo incorporados nas sucessivas épocas.